# Maechidius proximus
Maechidius proximus är en skalbaggsart som beskrevs av Britton 1957. Maechidius proximus ingår i släktet Maechidius och familjen Melolonthidae. Inga underarter finns listade i Catalogue of Life.